# اچسن (کانزاس)
اچسن (به انگلیسی: Atchison) شهری در ایالت کانزاس کشور ایالات متحده آمریکا است که جمعیت آن در سرشماری سال ۲۰۱۰ میلادی، ۱۱٬۰۲۱ نفر بوده‌است.